# Danilo Tognon
Danilo Tognon (Padova, 9 ottobre 1937) è un ex canoista italiano.

## Carriera
Partecipò alle Olimpiadi di Roma del 1960 nel C1 1 000 metri.